# 1973年の鉄道
1973年の鉄道（1973ねんのてつどう）とは、1973年（昭和48年）に起こった鉄道関係の出来事をまとめたページである。
1972年の鉄道 - 1973年の鉄道 - 1974年の鉄道

## 出来事の一覧

### 1月
- 1月1日
  - 旭川電気軌道
    - （路線廃止） 東川線 旭川駅 - 東川駅間(15.5km)
    - （路線廃止） 東旭川線 旭川追分駅 - 旭山公園駅間(6.7km)
    - （駅廃止） 二号線駅、千代田駅、四号線駅、観音駅、坂ノ上駅、旭正駅、上旭正駅、上七号線駅、十号駅、九号駅、西川駅、西六号駅、東川学校駅、東川駅（東川線）
    - （駅廃止） 龍谷学園前駅、墓地前駅、愛宕駅、一丁目駅、二丁目駅、役場前駅、四丁目駅、五丁目駅、旭山公園駅（東旭川線）
    - （駅廃止） 旭川追分駅（東川線、東旭川線）

  - 上武鉄道
    - （旅客営業廃止） 日丹線 丹荘駅 - 西武化学前駅間(6.1km)
    - （駅廃止） 神川中学校前駅、青柳駅、寄島駅（日丹線）
- 1月5日
  - 西日本鉄道
    - （路線廃止） 吉塚線（西鉄福岡市内線） 千代町停留場 - 吉塚駅前停留場間
    - （駅廃止） 妙見停留場、吉塚駅前停留場

### 3月
- 3月4日
  - 名古屋鉄道
    - （路線廃止）  挙母線 大樹寺駅 - 上挙母駅間 (11.0km)
    - （駅廃止）  大樹寺駅、岩津駅、三河岩脇駅、細川駅、渡刈駅、トヨタ自動車前駅（挙母線）
- 3月26日
  - 日本国有鉄道
    - （複線化）  中央本線 落合川駅 - 中津川駅間 (3.8km)
- 3月28日
  - 京葉臨海鉄道
    - （延伸開業）  臨海本線 北袖分岐点 - 京葉久保田駅間(2.3km)
    - （新駅開業）  京葉久保田駅（臨海本線）
- 3月31日
  - 富山地方鉄道
    - （路線廃止） 支線（富山地方鉄道富山軌道線） 西町停留場 - 丸の内停留場[注 1]
    - （駅廃止） 旅籠町停留場、越前町停留場（支線）

### 4月
- 4月1日
  - 日本国有鉄道
    - （新線開業）  武蔵野線 府中本町駅 - 新松戸駅間 (57.5km)
    - （新駅開業）  西国分寺駅、新小平駅、新秋津駅、東所沢駅、新座貨物ターミナル駅、新座駅、北朝霞駅、西浦和駅、東浦和駅、東川口駅、南越谷駅、越谷貨物ターミナル駅、吉川駅、三郷駅、南流山駅、新松戸駅（武蔵野線）
    - （信号場開設）  田島信号場、別所信号場（武蔵野線）
    - （新駅開業）  西国分寺駅（中央本線 国分寺駅 - 国立駅間）
    - （路線廃止）  中央本線 国分寺駅 - 北府中駅 - 東京競馬場前駅間 (5.6km)
    - （路線移籍）  武蔵野線 ← 中央本線 北府中駅 - 下河原駅間 (3.8km)
    - （駅廃止）  東京競馬場前駅（中央本線）
    - （駅名改称）  南条駅 ← 鯖波駅（北陸本線）
    - （駅名改称）  東松江駅 ← 馬潟駅（山陰本線）

  - 羽後交通
    - （路線廃止）  雄勝線 湯沢駅 - 西馬音内駅間 (8.9km)
    - （駅廃止）  羽後山田駅、貝沢駅、羽後三輪駅、あぐりこ駅、西馬音内駅（雄勝線）

  - 能勢電気軌道（現・能勢電鉄）
    - （路線移設）  妙見線 平野駅 - 一の鳥居駅[注 2]間（塩川トンネル経由に変更）

  - （会社名変更） 阪急電鉄←京阪神急行電鉄
- 4月9日
  - 日本国有鉄道 
    - （延伸開業）  根岸線 洋光台駅 - 大船駅間 (8.0km)
    - （新駅開業）  港南台駅、本郷台駅（根岸線）
- 4月16日
  - 越後交通
    - （路線廃止）  栃尾線 悠久山駅 - 長岡駅間 (2.8km)・上見附駅 - 栃尾駅間 (10.4km)
    - （駅廃止）  悠久山駅、長倉駅、土合口駅、大学前駅、高校前駅、明晶駅、本明駅、太田駅、上北谷駅、楡原駅、栃尾駅（栃尾線）
- 4月20日
  - 日本国有鉄道
    - （複線化）  中央本線 田立駅 - 坂下駅間 (2.8km)

### 5月
- 5月25日
  - 日本国有鉄道
    - （複線化）  中央本線 南木曽駅 - 田立駅間 (6.3km)
- 5月27日
  - 日本国有鉄道
    - （電化）  中央本線 塩尻駅 - 中津川駅間 (94.9km・直流1,500V)

### 6月
- 6月4日
  - 日本国有鉄道
    - （仮乗降場開業）  東中学校前仮乗降場（赤谷線 新発田駅 - 五十公野駅間）

### 7月
- 7月1日
  - 日本国有鉄道
    - （延伸開業）  盛線 綾里駅 - 吉浜駅間 (12.5km)
    - （新駅開業）  甫嶺駅、三陸駅、吉浜駅（盛線）
- 7月10日
  - 日本国有鉄道
    - （駅名改称）  河曲駅 ← 鈴鹿駅（旧）（関西本線）
- 7月16日
  - 日本国有鉄道
    - （駅名改称）  札幌貨物ターミナル駅 ← 新札幌駅（旧）（函館本線・千歳線）

### 8月
- 8月21日
  - 東武鉄道 
    - （新駅開業）  北坂戸駅（東上本線 坂戸町駅（現・坂戸駅） - 高坂駅間）

### 9月
- 9月1日
  - 日本国有鉄道
    - （新線開業）  伊勢線 南四日市駅 - 津駅間 (26.0 km)
    - （新駅開業）  鈴鹿駅（新）、玉垣駅、稲生駅（現・鈴鹿サーキット稲生駅）、中瀬古駅、河芸駅、東一身田駅（伊勢線）
- 9月9日
  - 日本国有鉄道 
    - （新線開業） 千歳線 苗穂駅 - 北広島駅間(19.6km)[注 3]
    - （新駅開業）  新札幌駅（新）（千歳線 上野幌駅 - 白石駅間）
- 9月10日
  - 日本国有鉄道
    - （路線廃止）  千歳線 苗穂駅 - 東札幌駅間(3.1km)、月寒駅 - 北広島駅間(16.1km)
    - （旅客営業廃止） 函館本線 東札幌駅 - 月寒駅間（2.8km）[注 4]
    - （駅廃止） 大谷地駅（千歳線）
    - （信号場廃止）  西の里信号場（初代）（千歳線）
- 9月29日
  - 福井鉄道
    - （路線廃止）  鯖浦線 水落駅 - 西田中駅間 (5.4km)
    - （駅廃止）  越前平井駅、川去駅、西田中駅（鯖浦線）
    - （信号場廃止）  水落信号所（鯖浦線）

### 10月
- 10月1日
  - 日本国有鉄道
    - （延伸開業）  牟岐線 牟岐駅 - 海部駅間(11.6km)
    - （新駅開業）  鯖瀬駅、浅川駅、阿波海南駅、海部駅（牟岐線）
    - （貨物営業開始）  磯子駅 - 大船駅（根岸線）

  - 島原鉄道
    - （再開業）  白浜海水浴場前駅（鉄道線、女学校前駅から改称）
- 10月7日
  - 南海電気鉄道
    - （昇圧） 高野線 (直流600V→直流1,500V)

  - 大阪府都市開発（現・泉北高速鉄道）
    - （昇圧） 泉北高速鉄道線 (直流600V→直流1,500V)
- 10月10日
  - 南海電気鉄道
    - （昇圧） 本線 (直流600V→直流1,500V)
    - （昇圧） 天王寺支線 (直流600V→直流1,500V)
    - （昇圧） 高師浜線 (直流600V→直流1,500V)
    - （昇圧） 多奈川線 (直流600V→直流1,500V)
    - （昇圧） 加太線 (直流600V→直流1,500V)
    - （昇圧） 和歌山港線 (直流600V→直流1,500V)

### 11月
- 11月1日
  - 同和鉱業（現・DOWAホールディングス）
    - （新駅開業）  松峯駅（花岡線 大館駅 - 花岡駅間）
- 11月14日
  - 日本国有鉄道
    - （信号場開設）  自見川信号場（日豊本線 中津駅 - 東中津駅間）
    - （複線化）  日豊本線 自見川信号場 - 東中津駅間 (3.0km)
- 11月23日
  - 阪急電鉄
    - （新駅開業）  山田駅（千里線 南千里駅 - 北千里駅間）
- 11月27日
  - 東京都交通局
    - （延伸開業）  地下鉄6号線（現・三田線） 三田駅 - 日比谷駅間(3.3km)
    - （新駅開業）  芝公園駅、御成門駅、内幸町駅（6号線）

### 12月
- 12月1日
  - 弘南鉄道
    - （新駅開業）  城南駅（現・聖愛中高前駅）（大鰐線 千年駅 - 西弘前駅（現・弘前学院大前駅）間）
- 12月7日
  - 大阪府都市開発
    - （延伸開業）  泉北高速鉄道線 泉ケ丘駅 - 栂・美木多駅間(2.4km)
    - （新駅開業）  栂・美木多駅（泉北高速鉄道線）
- 12月16日
  - 三菱石炭鉱業
    - （路線廃止）  大夕張鉄道線 南大夕張駅 - 大夕張炭山駅間 (9.6km)
    - （駅廃止）  明石町駅、千年町駅、大夕張駅、大夕張炭山駅（大夕張鉄道線）

## 主なダイヤ改正
- 3月1日
  - 日本国有鉄道 
  - 近畿日本鉄道
- 4月1日
  - 日本国有鉄道
- 6月16日
  - 京成電鉄
- 7月10日
  - 日本国有鉄道
- 9月21日
  - 近畿日本鉄道
- 10月1日
  - 日本国有鉄道
- 11月12日
  - 名古屋鉄道
- 12月16日
  - 京成電鉄

## 災害・不通・事故・事件など

### 3月
- 3月13日
  - 日本国有鉄道
    - 高崎線上尾駅で、労働組合の順法闘争による列車の遅延ならびに混雑に反発した乗客による暴動が発生（上尾事件）。

### 4月
- 4月24日
  - 日本国有鉄道
    - 首都圏の赤羽駅・上野駅・新宿駅などで、順法闘争に反発した乗客による暴動が発生（首都圏国電暴動）。

## 鉄道車両

### 新系列・新形式
- 日本国有鉄道
  - 191系電車
  - 381系電車
  - 961形電車
  - キロ29形気動車
  - 24系客車
  - タム9600形貨車
  - タキ6810形貨車
  - タキ18810形貨車
  - タキ23900形貨車
  - タキ23950形貨車
  - タキ24100形貨車
  - トキ80000形貨車
  - シキ800形貨車
- 三菱石炭鉱業
  - DL55形ディーゼル機関車
- 秩父鉄道
  - デキ500形電気機関車
- 京浜急行電鉄
  - リ70形貨車
- 静岡鉄道
  - 1000形電車
- 名古屋鉄道
  - DB15形ディーゼル機関車
  - 7700系電車
- 近畿日本鉄道
  - 8600系電車
- 南海電気鉄道
  - 1000系電車（初代）
- 大阪市交通局
  - 10系電車[注 5]
- 神戸電鉄
  - 3000系電車
- 西日本鉄道
  - 2000形電車

- ドイツ連邦鉄道（西ドイツ国鉄、現・ドイツ鉄道）
  - 403形電車
- フランス国鉄
  - T2形客車
- レーティッシュ鉄道
  - Ge4/4 II形電気機関車
  - ABe4/4 487-488形電車
- フィンランド国鉄（VRグループ）
  - VR Sr1電気機関車
- チェコスロバキア国鉄
  - 810形ディーゼル動車
- アムトラック
  - SDP40F形ディーゼル機関車

### 譲渡形式
- 秩父鉄道 ← 松尾鉱業鉄道
  - デキ100形電気機関車（デキ107・108）
- 京福電気鉄道 ← 南海電気鉄道
  - モハ3001形電車

### 消滅形式
- 日本国有鉄道
  - タム7300形貨車
  - タム8800形貨車
  - タム23900形貨車
  - タサ1400形貨車
  - タサ2600形貨車
  - タサ3400形貨車
  - タサ4900形貨車
  - タキ450形貨車
  - タキ2550形貨車
  - タキ9500形貨車
  - タキ18800形貨車
  - シキ1形貨車（2代）
- 南海電気鉄道
  - サハ1831形電車
  - 2051系電車
  - 11001系電車

### 受賞
- 第16回ブルーリボン賞 - 日本国有鉄道 183系電車
- 第13回ローレル賞 - 小田急電鉄 9000形電車